# Pleasant Hills, Pennsylvania
Pleasant Hills är en ort i Allegheny County i delstaten Pennsylvania, USA.